# Lepidium aschersonii
Lepidium aschersonii är en korsblommig växtart som beskrevs av Albert Thellung. Lepidium aschersonii ingår i släktet krassingar, och familjen korsblommiga växter. Inga underarter finns listade i Catalogue of Life.